# 대구 부인사 서탑
대구 부인사 서탑(大邱 夫人寺 西塔)은 대한민국 대구광역시 동구 신무동, 부인사에 있는 삼층석탑이다. 1988년 5월 30일 대구광역시의 유형문화재 제17호로 지정되었다.

## 개요
부인사에 서 있는 3층 석탑이다. 부인사는 신라 선덕여왕 때 창건한 사찰로 추정되며, 절이 한창 번성할 때에는 전국에서 유일하게 승려들만의 승시장(僧市場)이 섰었다는 흥미로운 이야기가 전하고 있다.
이 탑은 금당터 주변에 쌍탑으로 건립된 2기의 석탑 중 서쪽에 있는 탑으로, 1966년에 복원되었다. 2층 기단(基壇) 위에 3층의 탑신(塔身)을 올렸는데 꼭대기의 머리장식은 없어지고 그 받침돌만 남아있다. 기단은 각 면마다 기둥모양을 새기고 윗면에 2단의 괴임을 새겨 윗돌을 받치게 하였다. 탑신의 각 몸돌은 모서리마다 기둥모양을 새겼고, 지붕돌은 비교적 완만한 경사가 흐르며, 밑면에는 5단의 받침을 두었고, 네 귀퉁이에서 부드럽게 치켜올라갔다.
통일신라 후기 즈음에 세운 탑으로 추측된다.

## 같이 보기
- 부인사

## 참고 자료
- 부인사서탑 - 국가유산청 국가유산포털